# كارلوس إي. خيمينيز
كارلوس إي. خيمينيز (بالإسبانية: Carlos Giménez)‏ هو محامي وسياسي فنزويلي، ولد في 1959. حزبياً، نشط في For Social Democracy ‏ والحزب الاشتراكي الموحد الفنزويلي.